# Старгейт: Континуум
„Старгейт: Континуум“ (на английски: Stargate: Continuum) е вторият от 2 игрални филма, целящи да завършат сюжетните линии на Старгейт SG-1 и излезли направо на ДВД.
Издаден след „Старгейт: Кивотът на истината“ (също 2008 г.), продължава недовършената в сериала история за съдбата на Ба'ал, клонингите му и Гоа'улдите.
Последния гоа'улдски системен владетел Ба'ал е заловен и е съден за престъпленията си от Ток'ра. Присъдата е изваждане на гоа'улдската ларва от приемника. На церемонията присъстват Вала Малдоран, Тиил'к, Джак О'Ниил, Даниел Джаксън, Камерън Мичъл и Саманта Картър. Точно преди да започне процедурата по изваждане обаче, присъстващите започват да изчезват, като първа изчезва Вала, а после и Тиил'к. Ба'ал се освобождава, след което е убит, но преди това той успява да убие Джак О'Ниил. Докато бягат към портала, започват да изчезват и други неща освен хора: сгради, космически кораби. Сам, Даниел и Мичъл успяват да наберат Земята, но след като прекрачват портала, вместо да се озоват в СГК, те попадат във вътрешността на замръзнал в Арктика кораб. Впоследствие се разбира, че това е корабът „Ахил“, превозвал първия земен портал от Египет до Америка през 1939 г., след което нещо се е случило и това е довело до промяна на времевата линия, причинявайки несъздаването на СГК, а последвалите по-късно събития – победата над Гоа'улдите, Репликаторите, Ораите и т.н. никога не са се случвали. Самият портал е останал през всичките тези години на кораба в ледовете на Арктика. Тримата герои се опитват да оправят времевата линия, но нещата не вървят на добре...

## Филми от поредицата за „Старгейт“
Поредицата „Старгейт“ включва 3 филма:
- „Старгейт“ (1994)
- „Старгейт: Кивотът на истината“ (2008)
- „Старгейт: Континуум“ (2008)